# Mats Levin
Mats Ragnar Levin (* 15. Juni 1977 in Nacka) ist ein ehemaliger schwedischer Basketballspieler.

## Leben
Levin spielte bis 1999 beim Erstligisten Solna IF in seinem Heimatland Schweden, seine erste Station im Ausland wurde der deutsche Bundesligist TSK Universa Bamberg, für den er in der Saison 1999/2000 im Durchschnitt 8,1 Punkte pro Begegnung erzielte. In der Sommerpause 2000 wechselte der knapp 1,90 Meter große Aufbauspieler zu Suba St. Pölten in Österreichs Bundesliga. 2001/02 war er wieder in Deutschland, und zwar bei Brandt Hagen tätig.
Über den Zwischenhalt Bignami Castelmaggiore (Saison 2002/03) in der zweiten italienischen Liga landete Levin 2003 bei Oregon Cantù in der höchsten Spielklasse Italiens und blieb dort ein Jahr. Bei Cantù blieb er Ergänzungsspieler, während er in der Saison 2004/05 beim französischen Zweitligisten JSF Nanterre mehr Verantwortung übertragen bekam und im Schnitt 11,3 Punkte erzielte sowie 4,4 Korberfolge seiner Nebenleute vorbereitete.
2005/06 spielte er bei Upea Capo D’Orlando in Italiens erster Liga, spielte dort aber lediglich eine untergeordnete Rolle. Zu Beginn des Spieljahres 2006/07 stand er kurzzeitig in seiner Heimat bei Solna IF unter Vertrag (19,9 Punkte/Spiel in sieben Einsätzen), ging dann aber wieder nach Italien zum Zweitligaverein Castelletto Ticino. Mit Cimberio Aironi Novara und Edimes Pavia folgten weitere Stationen in dieser Spielklasse.
Im Spieljahr 2008/09 bestritt er 19 Partien für Solna IF und kam auf 11,1 Punkte sowie 4,3 Korbvorlagen je Begegnung. Nachdem er zu Beginn des Spieljahres 2009/10 bei den Sundsvall Dragons in Schweden unter Vertrag stand, zog es ihn anschließend wieder in die zweite italienische Liga, wo Levin in der zweiten Saisonhälfte 2009/10 spielte und dann von 2010 bis 2012 bei Scafati Basket unter Vertrag stand. In Scafati war er Mannschaftskapitän.
Zum Abschluss seiner Karriere verstärkte er abermals Solna IF und brachte als Spielmacher und Kapitän seine große Erfahrung ein. Im März 2014 beendete er seine Laufbahn aufgrund einer Knieverletzung.

### Nationalmannschaft
Levin bestritt 134 Länderspiele für Schweden und war zeitweilig Mannschaftskapitän. 2003 nahm er an der Europameisterschaft teil.